# Emisch-Haus
Das Emisch-Haus, vollständig Paul-Emisch-Haus, gehört zu den markantesten Wohn- und Geschäftshäusern in Berlin-Lichterfelde und steht seit den 1990er Jahren unter Denkmalschutz.

## Lage
Das Gebäude befindet sich in der Curtiusstraße 6, nahe dem Bahnhof Lichterfelde West. In der näheren Umgebung stehen weitere historische Villen vom Ende des 19. Jahrhunderts wie der Westbazar (Baseler Straße 2–4), nach Plänen von Georg Böhme errichtet.

## Geschichte
Der Architekt Wilhelm Sander (Willy Sander) hat als Verfechter altdeutscher bürgerlicher Städtearchitektur zwischen 1892 und 1895 die Villa für seine Familie erbaut und den Fachwerkgiebel mit farbenfroher Malerei versehen lassen. Wilhelm Sander geriet wenig später in finanzielle Schwierigkeiten, verkaufte das Haus und wanderte nach Deutsch-Südwest-Afrika (heute Namibia) aus. Der Bankier Paul Emisch (1873–1956) erwarb die Immobilie im Jahr 1902 und ließ sie für seine Wohnzwecke umbauen. Zugleich sorgte er dafür, dass die Malereien vervollständigt wurden.
Das Haus ist bis heute im Besitz der Nachfahren von Emisch. Sie begannen Anfang der 1970er Jahre das Emisch-Haus, das erst in den 1990er Jahren unter Denkmalschutz gestellt wurde, zu restaurieren und Instand zu halten. Im Jahr 1995, zum hundertjährigen Bestehen des Hauses, ließen sie die Malereien von einem Kunstmaler erneuern.

## Architektur und Malereien
Das zweistöckige Emisch-Haus ist ein Paradebeispiel für den eklektizistischen Historismus der Gründerzeit. Die Turmvilla mit Fachwerk und Schieferdeckung zeichnet sich besonders durch ihre reich bemalten Fassadenflächen aus. Viele Motive sind biblischen Ursprungs. Da die Bauphase von viel Regen beeinträchtigt war, ließ der Architekt die Fassade mit der Geschichte der Arche Noah, die Rettung der Tiere vor der Sintflut, bemalen. Aber auch mittelalterliche Motive fallen auf: Neben Walther von der Vogelweide, Greifvögeln und zwei Engeln ließ Emisch sein Familienwappen, das eine von seiner Tochter gehaltene Sonne zeigt, mit seinem Wahlspruch „Fürchte Gott, tue recht, scheue niemand“ malerisch gestalten. Sein Schutzpatron, der heilige Paulus, steht als Bronzestatue in einer Giebelnische zur Baseler Straße. In einer Kartusche aus halb aufgerollten Blättern ließ sich der Eigentümer verewigen: Paul Emisch. Deshalb nannten und nennen die Lichterfelder die Stadtvilla das Emisch-Haus.
Diverse Wahlsprüche zieren die Wände im und am Haus: „Hic rideo ego (Hier lache ich)“ „Wem‘s nit gefallt, Mach hier nit Halt Kann maken wat hei will“ „Wer Dag for Dag sien Arbeit deiht un jümmer ufn Posten steht un deiht dat froh un deiht dat gern Der mag sich ok mal ameseern.“
Eine weitere Besonderheit ist der Dachgarten des Hauses, der einst von einer verschnörkelten Balustrade umgeben und mit großen Zierstrauchkübeln sowie einem Sitzplatz ein besonderer Anziehungspunkt war. Hier hielt die Familie zeitweilig auch einen Ziegenbock. In der Dachspitze des Fachwerkgiebels befinden sich die ehemaligen noch gut erhaltenen Stallungen.